# كاليب سترونغ

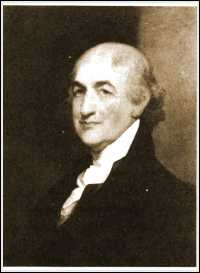
كاليب سترونغ

وهو سياسي أمريكي وحاكم ولاية ماساشوستس الأمريكية ولد كاليب سترونغ في 9 كانون الثاني - يناير من سنة 1745 في نورثهامبتون في ولاية ماساشوستس الأمريكية تخرج سترونغ من جامعة هارفارد أصبح كاليب سترونغ عضوا في مجلس الشيوخ الأمريكي في سنة 1789 واستر في منصبه كعضو في مجلس الشيوخ الأمريكي إلى سنة 1796 كان سترونغ حاكما لولاية ماساشوستس الأمريكية في فترتين الفترة الأولى كانت ما بين 30 أيار - مايو من عام 1800 إلى 29 أيار - مايو من عام 1807 والفترة الثانية كانت ما بين الأعوام 1812 إلى عام 1816 توفي كاليب سترونغ في 7 تشرين الثاني - نوفمبر من سنة 1819.